# 奇萊斯火山
奇萊斯火山是南美洲的火山，位於厄瓜多爾和哥倫比亞接壤的邊境，是安第斯山脈的一部分，山體在更新世期間形成，最近一次火山噴發发生于1936年7月17日。